# Sjaak Alberts
Pour les articles homonymes, voir Alberts.
Jacques Anton Alberts, plus connu sous le nom de Sjaak Alberts, né le 27 février 1926 à Arnhem aux Pays-Bas et mort le 8 juillet 1997, est un ancien footballeur international néerlandais, qui évoluait au poste de défenseur.

## Biographie

### Carrière en sélection
Avec l'équipe des Pays-Bas, il joue 5 matchs (pour aucun but inscrit) lors de l'année 1952. Il joue son premier match en équipe nationale le 6 avril 1952 contre la Belgique et son dernier le 15 novembre 1952 contre l'équipe d'Angleterre.
Il participe aux Jeux olympiques de 1948 organisés à Londres et à ceux de 1952 célébrés à Helsinki. Lors du tournoi olympique de 1952, il joue un match face au Brésil.